# Schlacht von Abrittus
Die Schlacht von Abrittus (jetzt Rasgrad in Bulgarien), auch bekannt als Schlacht von Forum Terebronii, ereignete sich im Jahr 251 zwischen den römischen Legionen und den Goten unter ihrem König Kniva. Die Römer wurden geschlagen, der römische Kaiser Decius und sein Sohn Herennius wurden beide während der Schlacht getötet. Die Niederlage wurde weitgehend durch die Fehler des Generals Trebonianus Gallus verursacht, der zu heftig angegriffen hatte. Decius war der erste römische Kaiser, der in einer Schlacht mit Barbaren getötet wurde.
Gotische Gruppen waren über die Donau gesetzt und zu einem Raubzug in die Provinzen Moesia und Dakien eingefallen. Decius und Herennius brachen auf, um Kniva für seinen Überfall zu bestrafen. Die Goten wurden vom Kaiser bei der Belagerung von Nikopolis an der Donau überrascht. Bei seiner Annäherung überquerten sie das Balkangebirge und griffen Philippopolis an. Decius folgte ihnen, aber eine schwere Niederlage bei Beroë machte es unmöglich, Philippopolis zu retten, das in die Hand der Goten fiel, die die Stadt mit verheerender Grausamkeit behandelten.
Die Belagerung von Philippopolis hatte jedoch die Anzahl und Kräfte der Goten so erschöpft, dass sie anboten, ihre Beute und ihre Gefangenen unter der Bedingung freien Abzugs auszuliefern. Aber Decius, der hoffte, ihren Rückzug abzuschneiden, weigerte sich, den Vorschlag zu verhandeln. Kniva und seine Männer waren nun mit ihrer Beute auf dem Weg in ihr Land, als sie auf die römische Armee trafen. In einer ausgeklügelten militärischen Überlegung teilte Kniva seine Armee in kleinere und beweglichere Einheiten und begann damit, die Römer in ein Sumpfland zurückzudrängen. In der ersten Juni-Hälfte 251 trafen beide Armeen bei Abrittus aufeinander. Herennius fiel, von einem feindlichen Pfeil niedergestreckt. Decius überlebte das erste Treffen, wurde dann aber mit dem Rest der Armee noch vor dem Ende des Tages erschlagen.
Trebonianus Gallus wurde nach Decius’ Tod Kaiser; er handelte unter Kapitulationsbedingungen einen Vertrag mit den Goten aus, der ihnen die Mitnahme ihrer Beute und die Rückkehr in ihre Heimat erlaubte, ihnen aber auch einen jährlichen Tribut für die Respektierung der Grenzen des Römischen Reichs zusprach. Nördlich des Donaulimes wurde eine derart überproportionale Menge an Goldmünzen des Kaisers Decius sowie seiner Vorgänger Severus Alexander und Gordian III. gefunden, dass angenommen werden kann, dass die Goten bei der Schlacht von Abrittus zudem den kaiserlichen Schatz erbeuteten.
Ammianus Marcellinus bewertet den Vertrag als eine der ernstesten militärischen Niederlagen des Römischen Reichs, in einer Reihe mit Varus’ Niederlage in der Schlacht am Teutoburger Wald, dem Eindringen der Markomannen in der Regierungszeit von Mark Aurel und der Schlacht von Adrianopel im Jahr 378.